# Triodia pungens
Triodia pungens är en gräsart som beskrevs av Robert Brown. Triodia pungens ingår i släktet Triodia och familjen gräs. Inga underarter finns listade i Catalogue of Life.